# 2-й парашютный батальон (Великобритания)
2-й батальон Парашютного полка (англ. 2nd Battalion, Parachute Regiment, сокращённо — 2 PARA) — воздушно-десантный (также классифицируется как легкопехотный) батальон Парашютного полка Великобритании, сотрудничающий с 16-й десантно-штурмовой бригадой SAS. Личный состав регулярно проводит учения и операции за пределами Великобритании. В батальон попадают добровольцы, закончившие предварительную подготовку в составе роты «P» в Учебном центре Британской армии в гарнизоне Каттерик в Северном Йоркшире (ранее Олдершот, Гэмпшир) и получившие тем самым право носить бордовый берет.

## История

### Вторая мировая война
2-й парашютный батальон образован 30 сентября 1941 года. Входил в корпус армейской авиации. Боевое крещение принял в ночь с 27 на 28 февраля 1942 во время так называемого Бруневальского рейда на побережье Франции. С 1 августа носил название 2-й батальон Парашютного полка. Входил в 1-ю парашютную бригаду 1-й воздушно-десантной дивизии. Участвовал в десантированиях в Северной Африке, операциях «Фастиан» и «Слэпстик» при высадке в Италию, а также в Арнемской операции в сентябре 1944 года.

### 1950-е годы
После войны 2-й батальон оказался в составе 6-й воздушно-десантной дивизии в Палестине, а после объединения с 3-м парашютным батальоном стал называться 2-й/3-й парашютный батальон и на некоторое время был расформирован. Восстановлен был уже на базе 5-го шотландского парашютного батальона. В 1951 году его отправили в Египет для обороны Суэцкого канала, а уже в июле 1956 года батальону пришлось не только предотвращать крупномасштабный конфликт в ходе операции «Мушкетёр» путём морской высадки и захвата Эль-Капа, но и бороться заодно с кипрскими националистами из движения ЭОКА.

### 1960-е годы
В июне 1961 года батальон в составе боевой группы из 8 тысяч человек прибыл в Кувейт, чтобы защитить страну от иракских войск. В начале 1965 года батальон прибыл в Сингапур после угрозы вторжения Индонезии на Борнео, а в последующем конфликте Индонезии и Малайзии роте B 2-го батальона пришлось отражать атаку индонезийского батальона в джунглях Пламан-Мапу.
В марте 1969 года 2-й батальон вынужден был наводить порядок уже на своей территории: остров Ангилья, который был колониальным владением Великобритании, 6 февраля объявил о своей независимости. 19 марта туда высадился британский контингент для восстановления порядка: в помощь десантникам был отправлен отряд из 40 лондонских полицейских. После восстановления порядка все участвовавшие в операции (сопротивления не было оказано) были награждены мечами мира Фирмина за «проявленные в заморских владениях акты гуманности и доброты».

### 1970-1980-е
В 1970-е годы батальону пришлось нести службу в Северной Ирландии в рамках операции «Баннер». В 1982 году батальон вступил снова в бой с серьёзным противником: в составе 3-й бригады специального назначения батальон отправлялся на Фолклендскую войну. Именно десантники 2-го батальона первыми высаживались на Фолклендские острова, а именно на побережье Сан-Карлос. Батальон участвовал в боях за Гуз-Грин, Уайрлесс-Ридж и Порт-Стэнли.

### Наши дни
В августе 2001 года во время конфликта в Македонии батальон участвовал в спецоперации НАТО под кодовым названием «Богатый урожай». В 2002 году ему уже пришлось отправиться в Афганистан, где он участвовал в операции «Фингал». С 2003 года батальон участвовал в боях в Ираке, поскольку Великобритания оказывала помощь Армии США как союзница, а также в Афганистане согласно программе помощи иностранному контингенту.